# El Trapiche, Santa María Tonameca
El Trapiche är en ort i Mexiko.   Den ligger i kommunen Santa María Tonameca och delstaten Oaxaca, i den sydöstra delen av landet, 500 km sydost om huvudstaden Mexico City. El Trapiche ligger 145 meter över havet och antalet invånare är 121.
Terrängen runt El Trapiche är kuperad åt nordost, men åt sydväst är den platt. Runt El Trapiche är det ganska glesbefolkat, med 45 invånare per kvadratkilometer. Närmaste större samhälle är Bajos de Santo Domingo, 1,7 km nordost om El Trapiche. Omgivningarna runt El Trapiche är en mosaik av jordbruksmark och naturlig växtlighet.